# Ciclocomputador

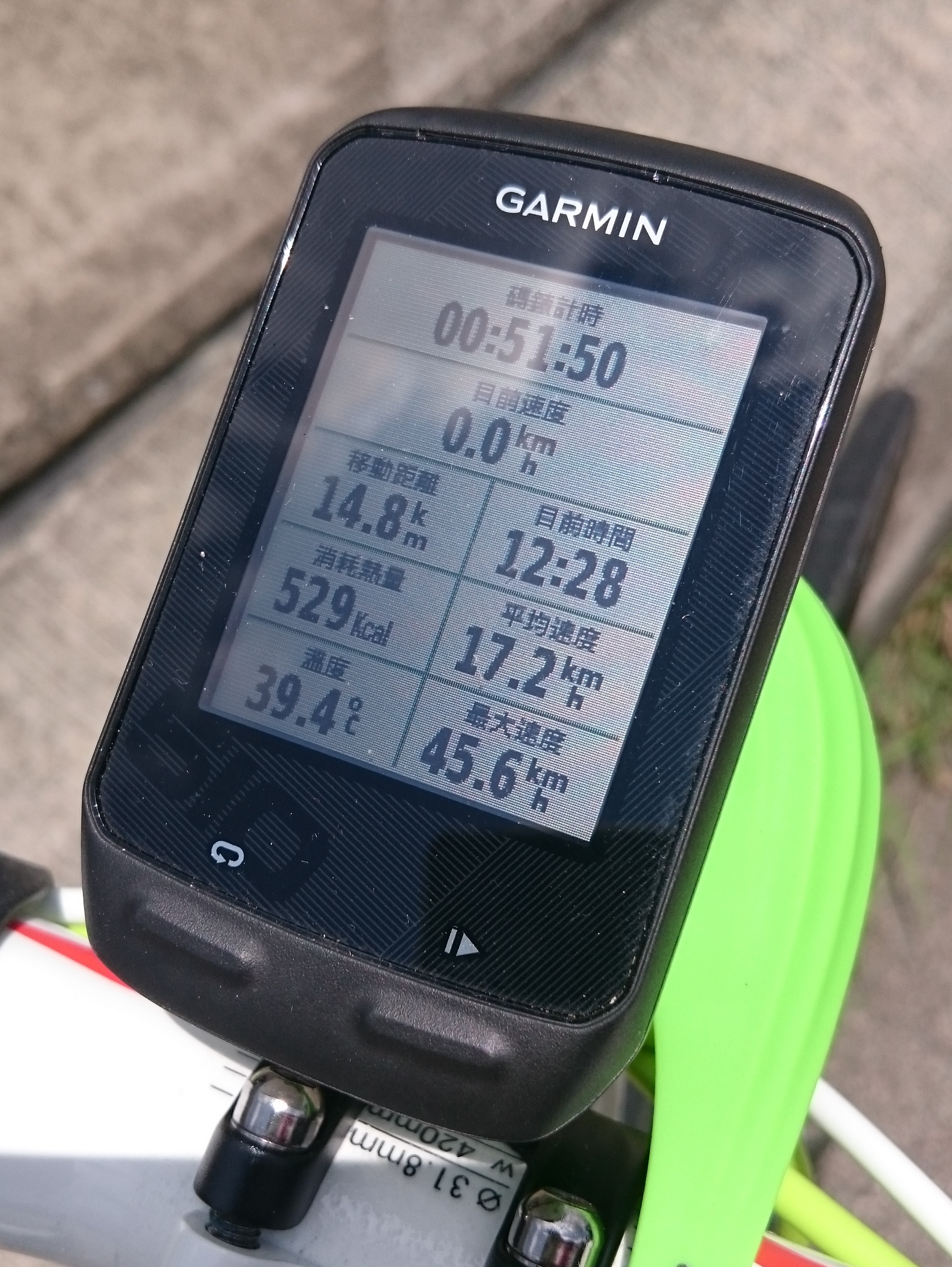
Ciclocomputador com GPS

Um ciclocomputador é um dispositivo instalado em uma bicicleta que calcula e exibe informações de percurso como velocidade, distância, tempo e outras informações, de forma similar ao painel de instrumentos de um automóvel. Normalmente é fixado em um suporte no guidão da bicicleta ou em sua mesa para melhor visualização. Nos modelos com fio, um cabo saindo do suporte é levado até o garfo que sustenta a roda dianteira, terminando em um sensor que capta a passagem de um ímã afixado à roda da bicicleta, normalmente em um raio. Nos modelos sem fio as informações são transmitidas do sensor para o ciclocomputador através de sinais de rádio. 